# Braća Wright
Braća Orville (Dayton, Ohio, 19. kolovoza 1871. – Dayton, 30. siječnja 1948.) i Wilbur Wright (Melville, Indiana, 16. travnja 1867. – Dayton, 30. svibnja 1912.) američki su konstruktori i graditelji aviona te pioniri zrakoplovstva; izgradili su prvi avion s motorom.

## Otkriće aviona

### Prvi letovi
Braća Wright su bili prvi ljudi koji su 17. prosinca 1903. godine uspjeli poletjeti sa svojim avionom Flyer I preletjevši 37 metara. Let je trajao samo 12 sekundi. Sljedeće dvije godine letjeli su u blizini Daytona 105 puta i tako prikupili nova iskustva. Brzo su odustali od ležećih položaja upravljanja i ugradili sjedište pored motora. 
Orville uspijeva 20.rujna 1905. godine izvesti prvi kružni let spustivši se na mjesto uzlijetanja, a 1. prosinca Wilbur leti s putnicima. Unatoč svemu njihov prvi javni let radi loših vremenskih prilika završava nakon par skokova aviona. Američki novinari proglašavaju ih lažljivom braćom, a njihov avion utopijom.

### Događaji nakon prvog leta
U to su vrijeme mnogi graditelji u Francuskoj pokušavali napraviti avion, ali nisu uspijeli. Svi su oni čuli za braću Wright i željeli su doznati što više o smještaju kormila, motora i obliku krila, ali su to braća Wright vješto skrivala. 
Braća Wright 9. listopada 1905. godine šalju pismo poznatom francuskom graditelju aviona Ferdinaddu Feberu u kojem nude ugovor za sklapanje aviona sposobnih za letove od 40 km i avione koji mogu prevoziti putnike. Wilbur brodom, u velikim sanducima donosi avion u Francusku 1908. godine, sastavlja ga i unatoč velikom zanimanju radi samo pokusne, kratke letove ne poželjevši otkriti njegove prave mogućnosti. Wilbur je 21. rujna 1908. godine prekinuo ponovna pisanja o „lažljivoj braći” zadržavši se u zraku 1 sat, 31 minutu i 25 sekundi. Radio je krugove i osmice iznad glava zaprepaštenih gledatelja. Rekordi su se nizali, prešao je 66,6 km i postigao za tada nevjerojatnu brzinu od 60 km/h. Da bi otklonio sve sumnje 31. prosinca 1908. godine između krila je dao ugraditi barograf. Nakon slijetanja očitane vrijednosti bile su: trajanje leta od 2 sata, 43 minute i 24 sekunde; maksimalna visina 115 metara; prevaljen put 124,7 kilometara. Avion, zrakoplov teži od zraka napokon je dobio bitku nad zrakoplovima lakšim od zraka.
Već 1909. godine Wilbur Wright otvara u južnoj Francuskoj pilotsku školu u koju dolaze učenici iz svih krajeva Europe, a visoka tehnička škola u Můnchenu dodjeljuje braći Wilburu i Orvilleu naslov počasnog doktora.